# Рошкова-Воля
Рошкова-Воля (пол. Roszkowa Wola) — село в Польщі, у гміні Жечиця Томашовського повіту Лодзинського воєводства.
Населення — 317 осіб (2011).
У 1975-1998 роках село належало до Пйотрковського воєводства.

## Демографія
Демографічна структура станом на 31 березня 2011 року:
|          | Загалом | Допрацездатний вік | Працездатний вік | Постпрацездатний вік |
| -------- | ------- | ------------------ | ---------------- | -------------------- |
| Чоловіки | 171     | 36                 | 114              | 21                   |
| Жінки    | 146     | 25                 | 76               | 45                   |
| Разом    | 317     | 61                 | 190              | 66                   |